# جيمس ديفيس (لاعب كرة قدم أمريكية)
جيمس ديفيس (بالإنجليزية: James Davis)‏ هو لاعب كرة قدم أمريكية أمريكي، ولد في 26 أبريل 1979 في ستيوارت في الولايات المتحدة.